# Shenyang J-15
O Shenyang J-15 (chinês simplificado:歼-15), também conhecido como o "tubarão voador" (chinês simplificado:飞鲨, Fēishā) é um caça multiuso chinês para uso em porta-aviões desenvolvido pela Shenyang Aircraft Corporation e pelo Instituto 601 da Marinha do Exército de Libertação Popular para o programa de porta-aviões chinês. Rumores inicialmente foram de que seria uma variante semi-stealth, com relatórios posteriores indicando que seria baseada no design do Sukhoi Su-33, o T-10K-3, com radares, motores e armamentos domésticos. Uma versão não terminada do protótipo do Su-33, o T-10K-3, foi adquirido da Ucrânia em 2001 e estudado exastivamente, e com o J-15 sendo desenvolvido imediatamente depois. Enquanto o J-15 aparece ter a estrutura baseada no Su-33, o caça chinês possui tecnologias como a aviônica do programa Shenyang J-11B